# Списък на териториите в Свещената Римска империя
Списъкът на териториите в Свещената Римска империя съдържа териториите, които са влизали в нея.

## А
1. Аах (Господство), DE-BW
2. Аахен (Имперски град), DE-NW
3. Аален (Имперски град), DE-BW
4. Аалст (Графство), BE
5. Аарберг (Графство), CH
6. Ааргау (Графство), CH
7. Абенберг (Графство), DE-BY
8. Абенберг (Имперски рицар), DE-BY
9. Абенсберг (Графство), DE-BY
10. Австрия (Марка, Ерц-Херцогство), AT, CZ
11. Айхщет (Имперски манастир), DE-BY
12. Айнзиделн (Имперски манастир), CH
13. Алтена (Графство), DE-NW
14. Алтенберг (Имперски манастир), DE-HE
15. Андекс (Графство), DE-BY
16. Анхалт (Графство, Княжество), DE-ST
17. Анхалт-Ашерслебен (Графство, Княжество), DE-ST
18. Анхалт-Бернбург (Графство, Княжество, Херцогство), DE-ST
19. Анхалт-Десау (Графство, Княжество, Херцогство), DE-ST
20. Анхалт-Кьотен (Княжество, Херцогство), DE-ST
21. Анхалт-Цербст (Княжество), DE-ST
22. Анхолт (Господство), DE-NW
23. Ансбах (Маркграфство, Княжество), DE-BY
24. Апенцел, CH
25. Аренберг (Господство, Графство, Херцогство), DE-NI
26. Арнсберг (Графство), DE-NW
27. Артоа (Графство), FR
28. Аугсбург (Манастир), DE-BY
29. Аугсбург (Имперски град), DE-BY

## Б
1. Баден (Графство), CH
2. Баден (Маркграфство, Велико херцогство), DE-BW
3. Баден-Баден (Маркграфство), DE-BW
4. Баден-Дурлах (Маркграфство), DE-BW
5. Бамберг (Манастир), DE-BY
6. Бар (Графство, Херцогство), FR
7. Барби (Имперско графство), DE-ST
8. Базел (Манастир), CH, DE-BW
9. Базел (Имперски град, CH
10. Бавария (Херцогство), DE-BY, AT
11. Бавария-Инголщат (Херцогство), DE-BY, AT
12. Бавария-Ландсхут (Херцогство), DE-BY, AT
13. Бавария-Мюнхен (Херцогство), DE-BY
14. Бавария-Щраубинг (Херцогство), DE-BY
15. Байройт (Маркграфство, Княжество), DE-BY
16. Вартенберг (свободно племенно господство), PL
17. Бентхайм (Графство), DE-NI
18. Берхтесгаден (Княжеско пробство), DE-BY
19. Берг (Графство, Херцогство, Велико херцогство), DE-NW
20. Берген (Маркграфство), BE
21. Бергвайлер (Господство), DE-RP
22. Берн (Имперски град), CH
23. Бойтен (малко господство), PL
24. Биберах ан дер Рис (Имперски град), DE-BW
25. Бил/Биене, CH
26. Битбург (Пробство), DE-RP
27. Бланкенбург (Графство, Имперско княжество), DE-ST, DE-NI
28. Бохемия (Херцогство, Кралство), CZ
29. Брабант (Гауграфство, Ландграфство, Херцогство), NL, BE
30. Бранденбург (Маркграфство, Куркняжество, Провинция, Държава), DE-BB, DE-BE, DE-MV, PL
31. Бранденбург (Манастир), DE-BB
32. Брауншвайг-Люнебург (Херцогство), DE-NI, DE-SH
33. Брауншвайг-Волфенбютел (Княжество), DE-NI, DE-ST
34. Бреда (Господство), NL
35. Бремен (Манастир, Херцогство), DE-NI, DE-HB
36. Бремен (Имперски град, Държава), DE-HB, DE-NI
37. Бреслау (Херцогство), CS, DE
38. Херцогство Бриг (Херцогство), CS, DE
39. Бриксен (Манастир), IT, AT, SI
40. Бухау (женски Имперски манастир), DE-BW
41. Бургау (Маркграфство), DE-BY
42. Бургундия (Кралство, Херцогство), FR, CH, IT
43. Бургундия (Пфалцграфство), FR, CH, BE, LU, NL
44. Бюресхайм (Господство), DE-RP

## В
1. Ваадт (Господство), CH
2. Валдбург (Господство, Графство), DE
3. Валдек (Графство, Княжество), DE-HE
4. Валдек (Господство), DE-RP
5. Валдек (Господство), DE-BY
6. Валдек (Господство), DE-BW
7. Валис, CH
8. Ванген (Имперски град), DE-BY
9. Вартенберг (Свободно племенно господство), PL
10. Вайлнау (Графство), DE
11. Ваймар (Графство), DE
12. Ваймар-Орламюнде (Графство), DE
13. Вайнгартен (имперски манастир), DE
14. Вайсенау (имперски манастир), DE
15. Вайсенбург (Имперски град), DE-BY
16. Вайсенбург (Имперски град), FR
17. Вайсенбург, FR
18. Верден (имперски манастир), DE
19. Верденберг (Графство), CH
20. Верденфелс (Графство), DE
21. Верле (Господство, Княжество), DE
22. Вестербург (Господство), DE-RP
23. Вестфалия (Херцогство) DE-NW, DE-HE
24. Ветенхаузен (имперски манастир), DE
25. Вецлар (Имперски град), DE-HE
26. Вид (Графство, Княжество), DE-RP
27. Витгенщайн (Графство), DE-NW
28. Вилд - и Рейнграфство (Графство), DE-RP
29. Вормс (Епископия), DE-RP
30. Вормс (Имперски град), DE-RP
31. Вюртемберг (Херцогство, Куркняжество), DE-BW
32. Вурщен, DE
33. Вюрцбург (абатство), DE-BY
34. Вадуц (Графство), FL
35. Велденц (Графство, Княжество), DE-RP
36. Верден (абатство, Княжество, Херцогство), DE-NI
37. Вердюн (абатство), FR
38. Вердюн (Имперски град), FR
39. Верона (Маркграфство), IT
40. Вианден (Графство), LU, DE-RP
41. Вирнебург (Графство), DE-RP
42. Вътрешна Австрия (Ерцхерцогство/Щатхалтерство), AT, SI, HR, IT

## Г
1. Гандерсхайм (Имперски манастир), DE-NI
2. Гелдерн (Графство, Херцогство), DE-NW, NL
3. Гемен (Господство), DE-NW
4. Генуа (Република), IT, FR
5. Гернроде, (женски манастир), DE-ST
6. Герсау (Република), CH
7. Гимборн (Графство), DE-NW
8. Гларус, CH
9. Глатц (Графство), PL
10. Глогау (Княжество, Херцогство), PL
11. Гьорлиц (Херцогство), DE-SN, DE-BB, PL
12. Горица (Графство, княжеско графство), IT, SI
13. Горна Австрия (Ерцхерцогство/Щатхалтерство), AT-8/9, IT, DE
14. Горна Бавария (Херцогство), DE-BY
15. Горен Елзас (Ландграфство, фогт), FR
16. Горна Лужица (Маркграфство), DE-SN, PL
17. Горна Силезия (Херцогство), PL
18. Гослар (Имперски град), DE-NI
19. Грайерц (Графство), CH

## Д
1. Дагщул (Господство), DE-SL
2. Даун, DE-RP
3. Делменхорст (Графство), DE-NI
4. Дипхолц (Графство), DE-NI
5. Диц (Графство), DE-RP, DE-HE
6. Динкелсбюл (Имперски град), DE-BY
7. Дизентис (Имперски манастир), CH
8. Дитмаршен (Селска република), DE-SH
9. Долна Австрия (Ерцхерцогство/Щатхалтерство), AT, CZ
10. Долна Бавария (Херцогство), DE
11. Долна Силезия (Херцогство), PL
12. Донаувьорт (Имперски град), DE-BY
13. Дортмунд (Имперски град), DE-NW
14. Дуизбург (Имперски град), DE-NW
15. Дренте (Графство), NL

## Е
1. Еберщайн (Графство) DE-BW
2. Ехтернах (Имперски манастир), LU, DE-RP
3. Егерланд (Имперска територия), CZ
4. Елхинген (Имперски манастир]), DE-BW, DE-BY
5. Елванген (Княжеско пробство), DE-BW
6. Елзас (Ландграфство), FR
7. Елсен (Господство), DE-NW
8. Елтен (Имперски манастир), DE-NW
9. Енгелберг (Манастир), CH
10. Енгхен (Господство), B
11. Епщайн (Господство), DE-HE
12. Ербах (Господство, Графство), DE-HE
13. Ерфурт (за кратко Имперски град), DE-TH
14. Есен (Имперски манастир, княжески манастир), DE-NW
15. Еслинген ам Некар (Имперски град), DE-BW

## Ж
1. Женева (Графство), CH, FR
2. Женева (Епископия), CH, FR
3. Женева (Град, CH

## З
1. Залцбург (Ерц манастир), AT, DE-BY
2. Зеландия (Графство), NL
3. Зигмаринген (Графство), DE-BW

## И
1. Изенбург (Графство, Княжество), DE-HE, DE-RP
2. Исни (Имперски град), DE-BW
3. Истрия (Маркграфство), SI, HR
4. Източна фризия (Имперско Графство, Княжество), DE-NI
5. Италия (Кралство), IT, FR

## Й
1. Йегерндорф (Херцогство), CZ
2. Йевер (Господство), DE-NI
3. Йотинген (Графство, Княжество), DE

## К
1. Калв (Графство), DE-BW
2. Каленберг (Княжество), DE-NI
3. Камбраи (Манастир), FR
4. Камбраи (Абатство), FR
5. Камбраи (Имперски град), FR
6. Камен (Манастир, Княжество), PL
7. Кастел (Графство), DE-BY
8. Кведлинбург (женски манастир), DE-ST
9. Кверфурт (Господство), DE-ST
10. Кимзе (Манастир), DE-BY
11. Кобург (Княжество), DE-BY
12. Колмар (Имперски град), FR
13. Корвей (Имперски манастир, Княжеско абатство), DE-NW
14. Кур (Манастир), CH
15. Кефернбург (Графство), DE
16. Каринтия (Херцогство), AT, IT, SI
17. Катценелнбоген (Графство), DE-HE, DE-RP
18. Кауфбойрен (Имперски град), DE-BY
19. Кайзерсберг (Имперски град, 10 града-съюз), FR
20. Кединген (Държава), DE
21. Кемптен (Княжеско абатство), DE-BY
22. Кемптен (Имперски град), DE-BY
23. Кибург (Графство), CH
24. Клеве (Графство, Херцогство), DE-NW
25. Книпхаузен (Господство), DE-NI
26. Констанц (Абатство), DE-BW, CH
27. Крайбург-Марквартщайн (Графство), DE-BY
28. Крайна (Херцогство), SI
29. Кьонигсег-Аулендорф (Графство), DE-BW
30. Кьонигсег-Ротенфелс (Графство), DE-BW
31. Кьолн (Ерцепископство/Курфюрство), DE-NW
32. Кьолн (Имперски град), DE-NW
33. Курпфалц (Пфалцграфство, Кур-Княжество), DE-RP, DE-BW

## Л
1. Ландсберг (Марка, Княжество), DE
2. Ландскрон (Имперски рицар), DE
3. Лозана (Абатство), CH
4. Лебенау (Графство), DE-BY, AT
5. Лайнингер (Графство, Княжество), DE
6. Лойхтенберг (Ландграфство), DE
7. Лойткирх (Имперски град), DE-BW
8. Лихтенберг (Господство, Графство), FR
9. Лихтенщайн (Княжество), FL
10. Лигниц (Херцогство, Княжество), PL
11. Лимбург (Херцогство), BE, NL
12. Лимбург (Графство), DE-NW
13. Лимпург (Графство), DE
14. Линдау манастир (Имперски манастир), DE-BY
15. Линдау (Имперски град), DE-BY
16. Линген (Графство), DE-NI
17. Липе (Графство, Княжество), DE-NW, DE-NI
18. Ликшайм (Княжество), FR
19. Лорш (Имп. aбатство), DE-HE
20. Лотарингия (Херцогство), FR, DE-SL
21. Любек (манастир Любек, Княжество Любек), DE-SH
22. Любек (Имперски град), DE-SH
23. Лука (Република), IT
24. Люнебург (Княжество), DE-NI
25. Лупфен (Графство), DE-BW
26. Лиеж (манастир), BE
27. Лютцелщайн (Графство), FR
28. Люксембург (Графство, Херцогство), LU, DE-SL, DE-RP, BE
29. Люцерн (Манастир, град), CH

## М
1. Маден (Графство), DE-HE
2. Магдебург (Ерцманастир, Херцогство), DE
3. Мерен (Маркграфство), CZ
4. Милано (Херцогство), IT, CH
5. Майнц (Ерцманастир), DE-RP, DE-HE, DE-BY
6. Мандершейд (Господство, Графство), DE-RP
7. Мансфелд (Графство), DE-ST
8. Мантуа (Маркграфство, Херцогство), IT
9. Марк (Графство), DE-NW
10. Мекленбург (Княжество, Херцогство), DE-MV, DE-SH
11. Мекленбург-Шверин (Херцогство), DE-MV
12. Мекленбург-Щрелиц (Херцогство), DE-MV, DE-SH
13. Майсен (манастир), DE-SN
14. Майсен (Маркграфство), DE-SN
15. Меминген (Имперски град), DE-BY
16. Мерзебург (манастир), DE-ST
17. Метц (манастир, Княжество), FR
18. Метц (Имперски град), FR
19. Милисч (Свободно племенно господство), PL
20. Минден (манастир), DE-NW
21. Минден (Княжество), DE-NW
22. Модена (Херцогство), IT
23. Мьорс (Графство, Княжество), DE-NW
24. Мьомпелгард (Графство, Имперско Графство), FR
25. Монтфорт (Графство), AT, CH, FL, DE-BY, DE-BW
26. Мюлхаузен (Имперски град), DE
27. Мюлхаузен (Имперски град), FR
28. Мюнстер (манастир), DE-NW, DE-NI
29. Мюнстер им Грегориентал (Имперски град), FR
30. Мюнстер им Грегориентал (Имперски град), FR
31. Мюнстерберг (Херцогство), PL
32. Мурбах-Людерс (княжески манастир), FR
33. Мури (Манастир), CH

## Н
1. Намюр (Графство), BE
2. Насау (Графство, Херцогство), DE
3. Насау-Диленбург (Графство), DE
4. Насау-Орания (Княжество), DE
5. Насау-Вайлбург (Графство), DE
6. Наумбург (манастир), DE
7. Найперг (Рицарство), DE
8. Найсе, Княжество, CS, DE
9. Нойбург (Княжество), DE
10. Нойбург ам Ин (Имперско Графство), DE-BY
11. Нойенбург (Графство, Княжество), CH
12. Нойенар (Графство), DE
13. Ноймарк (Марка), PL
14. Нидерлаузитц (Маркграфство), DE
15. Нитерси (по-късно като Итергау), DE
16. Нордхаузен (Имперски град), DE
17. Ньордлинген (Имперски град), DE
18. Нортхайм (Графство), DE
19. Нюрнберг (Бургграфство), DE-BY
20. Нюрнберг (Имперски град), DE-BY

## О
1. Обернаи (Имперски град), FR
2. Оберпфалц (Пфалцграфство), DE-BY
3. Обершьоненфелд (манастир), DE
4. Оелс (Княжество, Херцогство), PL
5. Олденбург (Графство, Херцогство, Велико херцогство), DE
6. Опелн (Херцогство), PL
7. Орания (Графство, Княжество), FR
8. Орламюнде (Графство), DE
9. Ортенбург (Графство), AT
10. Ортенбург (Имперско Графство), DE-BY
11. Оснабрюк (манастир), DE-NI

## П
1. Падерборн (манастир, Княжеска епископия), DE-NW
2. Пфалц-Нойбург (Княжество, Херцогство), DE-BY
3. Пфалц-Зимерн (Херцогство), DE-RP
4. Пфалц-Цвайбрюкен (Пфалцграфство, Княжество, Херцогство), DE-RP
5. Княжество Пиомбино (Град държава), IT
6. Пиза (Република), IT
7. Плес (свободно племенно господство), PL
8. Померания (Херцогство) DE-MV, DE-BB, PL
9. Пригнитц (Ландшафт), DE-BB
10. Прованс (Графство), FR
11. Прюм (княжески манастир), DE-RP, FR, BE, NL, LU

## Р
1. Ранцау (Графство), DE-SH
2. Ратибор (Херцогство), PL, CZ
3. Ратцебург (Графство, княжеско епископство, Княжество, държава), DE-MV, DE-SH
4. Равенсберг (Графство), DE-NW
5. Равенсбург (Имперски град), DE
6. Реклингхаузен (съдебен окръг), DE-NW
7. Регенсбург (манастир), DE
8. Регенсбург (Имперски град), DE
9. Регенщайн (Графство), DE
10. Райхенау (кралски манастир), DE
11. Ройс-Еберсдорф (Графство), DE-TH
12. Ройс-Гера (Графство, Господство), DE-TH
13. Ройс-Оберграйц (Графство, Княжество, Господство), DE-TH
14. Ройс-Унтерграйц (Графство, Княжество, Господство), DE-TH
15. Ройс-Лобенщайн (Графство, Княжество, Господство), DE-TH
16. Ройс-Шлайц (Графство, Княжество, Господство), DE-TH
17. Ройтлинген (Имперски град), DE
18. Рейнграфство (Графство), DE
19. Ридезел цу Айзенбах (Господство), DE
20. Ринек (Графство), DE
21. Ритберг (Графство), DE
22. Рогенбург (Имперски манастир, имперско абатство), DE
23. Росхайм (Имперски град), FR
24. Росток (Княжество), DE-MV
25. Ротенбург об дер Таубер (Имперски град), DE
26. Ротвайл (Имперски град), DE
27. Рункел (Господство), DE
28. Рупин (Господство, Графство), DE
29. Рюген (Княжество), DE-MV
30. Рюстринген (държава), виж: Йевер, DE

## С
1. Саарбрюкен (Графство), DE
2. Сарверден (Графство), DE
3. Саксония (Херцогство), DE
4. Саксония (КурКняжество), DE
5. Саксония-Алтенбург (Херцогство), DE
6. Саксония-Кобург (Княжество), DE-BY
7. Саксония-Кобург и Гота (Херцогство), DE
8. Саксония-Айзенах (Княжество), DE
9. Саксония-Айзенберг (Княжество), DE
10. Саксония-Гота (Херцогство), DE-TH
11. Саксония-Хилдбургхаузен (Херцогство), DE-TH
12. Саксония-Лауенбург (Херцогство), DE-SH, DE-NI
13. Саксония-Майнинген (Херцогство), DE
14. Саксония-Мерзебург (Херцогство), DE
15. Саксония-Рьомхилд (Херцогство), DE
16. Саксония-Кверфурт (Княжество, DE-ST
17. Саксония-Заалфелд (Херцогство), DE
18. Саксония-Ваймар (Херцогство), DE-TH
19. Саксония-Ваймар-Айзенах (Херцогство), DE-TH
20. Саксония-Вайсенфелс-Кверфурт (Херцогство), DE-SN, DE-ST
21. Саксония-Витенберг (Херцогство), DE-ST
22. Саксония-Цайц (Херцогство), DE-ST
23. Саган (Херцогство), CZ, DE, PL
24. Салем (Имперски манастир), DE-BW
25. Салм (Графство, Княжество, DE-NW, BE, LU, FR
26. Санкт Гален (Имперски манастир), CH
27. Санкт Гален (Имперски град), CH
28. Санкт Максимин (Имперски манастир), DE-RP
29. Савоя (Графство, Херцогство), FR, IT, CH
30. Сайн-Витгенщайн (Графство), DE-NW
31. Сайн-Хахенбург (Графство), DE-RP
32. Силезия (Херцогство), CZ, DE-SN, PL
33. Сиена (Република), IT
34. Ситен (манастир), CH
35. Соест (Свободен град), DE-NW
36. Солмс (Господство, Графство), DE
37. Солотурн (Имперски град), CH
38. Спонхайм (Графство), DE-RP

## Т
1. Тарасп (Господство), CH
2. Тек (Херцогство), DE
3. Текленбург (Графство), DE
4. Тирол (Графство, княжеско Графство), AT, IT
5. Тогенбург (Графство), CH
6. Три съюза (Свободна държава), CH, IT
7. Триeнт (манастир), IT
8. Триест (Град), IT
9. Трир (манастир, Курфюрство), DE, FR, LU
10. Тропау (Княжество), CZ, PL
11. Тул (манастир), FR
12. Тул (Имперски град), FR
13. Тургау (Ландграфство, Господство), CH
14. Туркхайм (Имперски град), FR
15. Тюбинген (Графство, Пфалцграфство), DE
16. Тюрингия (Ландграфство), DE

## У
1. Улм (Имперски град), DE
2. Унтервалден, CH
3. Урах (Графство), DE-BW
4. Урсберг (манастир), DE
5. Утрехт (манастир), NL
6. Уцнах (Графство), CH

## Ф
1. Фойхтванген (Имперски град), DE-BY
2. Финстинген (Господство), FR
3. Фландрия (Графство), BE, FR, NL
4. Флоренция (Република), IT
5. Фогтланд (Фогт), DE-SN, DE-TH, DE-BY
6. Форарлберг (Фогт), AT
7. Франкония (Херцогство), DE-HE, DE-BW, DE-RP, DE-BY
8. Франкфурт (Имперски град), DE-HE
9. Фрайбург им Брайзгау (Графство), DE-BW
10. Фрайбург в Юхтланд (Имперски град, CH
11. Фрайзинг (Манастир), DE-BY
12. Фридберг (Бургграфство), DE-HE
13. Фридберг (Имперски град), DE-HE
14. Фризия (Държава, територия), NL
15. Фритцлар (Княжество), DE-HE
16. Фулда (Манастир), DE-HE
17. Фулда и Корвей (Княжество), DE-HE, DE-NI
18. Фюрстенберг (Графство, Княжество), DE-BW

## Х
1. Хага (Графство), DE
2. Хаделн (държава), DE-NI
3. Хадмерслебен (Графство), DE
4. Хагенау (Имперски град, съюз на десет града), FR
5. Хайгерлох (Господство), DE
6. Халберщат (манастир, Княжество), DE-ST
7. Халс (Графство), DE
8. Хамбург (Имперски град), DE-HH, DE-SH, DE-NI
9. Ханау (Графство), преди: Господство Ханау, DE-HE
10. Ханау-Лихтенберг (Графство), DE-HE, DE-BW, FR
11. Ханау-Мюнценберг (Графство), DE-HE
12. Хановер = Брауншвайг-Люнебург (Княжество, Херцогство, Куркняжество), DE-NI
13. Харлингерланд (държава), DE
14. Хатцфелд (Господство), DE
15. Хавелберг (манастир), DE-BB, DE-ST
16. Хайлброн (Имперски град), DE-BW
17. Хайлигенберг (Графство, Ландграфство), DE
18. Хелфенщайн (Графство), DE-BW
19. Хенеберг (Графство), DE
20. Хенегау (Графство), FR, BE
21. Херфорд (Имперски град), DE
22. Хенегау (Имперски манастир, Княжество), DE-HE
23. Хесен (Ландграфство]], Курфюрство), DE-HE
24. Хесен-Дармщат (Ландграфство) DE-HE
25. Хесен-Хомбург (Ландграфство), DE-HE
26. Хесен-Касел (Ландграфство), (Курфюрство), DE-HE
27. Хесен-Марбург (Ландграфство), DE-HE
28. Хесен-Рейнфелс (Ландграфство), DE-RP
29. Хесен-Ванфрид (Ландграфство), DE-HE
30. Хилдесхайм (абатство, Княжество), DE-NI
31. Хьоерщген (Господство), DE
32. Хоенберг (Графство), DE
33. Хоенлое (Графство, Княжество), DE
34. Хоенвалдек (Графство), DE
35. Хоенцолерн-Хехинген (Княжество), DE-BW
36. Хоенцолерн-Зигмаринген (Княжество), DE-BW
37. Хонщайн (Графство), DE
38. Холандия (Графство), NL
39. Холщайн (Графство, Херцогство), DE-SH, DE-HH
40. Хомбург (Господство), DE
41. Хорн (Графство), NL
42. Хоя (Графство), DE

## Ц
1. Цигенхайн (Графство), DE-HE
2. Цуг, CH
3. Цюрих (Имперски град), CH
4. Цвайбрюкен (Графство), DE-SL, DE-RP, FR
5. Цвайбрюкен-Бич (Графство), DE-SL, DE-RP, FR
6. Цвифалтен (Имперски манастир), DE-BW

## Ш
1. Шафхаузен (Имперски град), CH
2. Шаумбург (Графство), DE-NI
3. Шаумбург-Липе (Графство, Княжество), DE-NI
4. Шеленберг (Господство), FL
5. Шенкен Лимпург (Графство), DE-BW
6. Шлетщат (Имперски град), FR
7. Шмалкалден (Господство), DE-TH
8. Шьонбург (Господство, Графство), DE-ST
9. Швабия (Херцогство), DE-BW, DE-BY, CH, FL, AT
10. Швебиш Гмюнд (Имперски град), DE-BW
11. Швебиш Хал (Имперски град), DE-BW
12. Шваленберг (Графство), DE-NW, DE-HE
13. Шварцбург (Графство, Княжество), DE-TH
14. Шварцбург-Рудолстат (Графство, Княжество), DE-TH
15. Шварцбург-Зондершаузен (Графство, Княжество), DE-TH
16. Швайднитц (Княжество), PL
17. Швайнфурт (Имперски град), DE-BY
18. Швейцария, CH
19. Шверин (Графство), DE-MV
20. Шверин (манастир, Княжество), DE
21. Швиц, CH
22. Шпайер (манастир), DE-RP, DE-BW
23. Шпайер (Имперски град), DE-RP

## Щ
1. Щабло-Малмеди (Имперски манастир), BE, DE-RP
2. Щаргард (Господство, страна), DE-MV
3. Щединген (Свободна сеслка община), DE-NI
4. Щирия (Херцогство), AT, SI
5. Щайн (Господство), DE-RP
6. Щайнфурт (Господство, Графство), DE-NW
7. Щетин (Херцогство), DE-MV, PL
8. Щолберг (Графство), DE-ST, DE-TH
9. Щормарн, DE-SH, DE-HA
10. Страсбург (манастир), FR
11. Страсбург (Имперски град), FR

## Ю
1. Юберлинген (Имперски град), DE
2. Юлих (Графство, Маркграфство, Херцогство), DE-NW, DE-RP, NL

## Я
1. Явор (Княжество), PL